# Décès en septembre 2012
Décès
- 2008
- 2009
- 2010
- 2011
- 2012
- 2013
- 2014
- 2015
- 2016

Pour une information complémentaire, voir la page d'aide.

| Date          | Nom                       | Activités                                                                                          | Âge | Source |
| ------------- | ------------------------- | -------------------------------------------------------------------------------------------------- | --- | ------ |
| 1er septembre | Françoise Collin          | Romancière et philosophe belge.                                                                    | 84  |        |
| 1er septembre | Hal David                 | Parolier américain.                                                                                | 91  |        |
| 1er septembre | Smarck Michel             | Homme politique haïtien, Premier ministre d'Haïti de 1994 à 1995.                                  | 75  |        |
| 1er septembre | Dmitri Plavinski          | Peintre et graphiste soviétique puis russe.                                                        | 75  | (en)   |
| 1er septembre | Jean-Louis Théobald       | Résistant et diplomate français.                                                                   | 89  |        |
| 2 septembre   | Victor Brännström (sv)    | Footballeur suédois.                                                                               | 29  |        |
| 2 septembre   | Emmanuel Nunes            | Compositeur portugais.                                                                             | 71  |        |
| 3 septembre   | Mahmoud Al-Gohary         | Footballeur égyptien, reconverti en entraîneur.                                                    | 74  |        |
| 3 septembre   | Griselda Blanco           | Trafiquante de drogue colombienne.                                                                 | 69  |        |
| 3 septembre   | Michel Cailloux           | Prestidigitateur, écrivain et scénariste québécois.                                                | 80  |        |
| 3 septembre   | Michael Clarke Duncan     | Acteur américain.                                                                                  | 54  |        |
| 3 septembre   | Jean-Pierre Lazzerini     | Comédien français.                                                                                 | 55  |        |
| 3 septembre   | Sun Myung Moon            | Chef religieux coréen, fondateur de l'Église de l'Unification                                      | 92  |        |
| 4 septembre   | André Delelis             | Homme politique français, ministre du Commerce et de l'Artisanat de 1981 à 1983.                   | 88  |        |
| 4 septembre   | Ian Parrott               | Compositeur britannique.                                                                           | 96  |        |
| 4 septembre   | Milan Vukelić             | Footballeur international yougoslave.                                                              | 76  | (sr)   |
| 5 septembre   | Ediz Bahtiyaroğlu         | Footballeur turc d'origine bosniaque.                                                              | 26  | (tr)   |
| 5 septembre   | Horacio Garcia Rossi      | Plasticien argentin.                                                                               | 83  |        |
| 5 septembre   | Christian Marin           | Acteur français.                                                                                   | 83  |        |
| 5 septembre   | Joe South                 | Auteur-compositeur-interprète et guitariste américain.                                             | 72  |        |
| 6 septembre   | Jake Eberts               | Producteur canadien de cinéma.                                                                     | 71  |        |
| 6 septembre   | Oscar Rossi               | Footballeur international argentin.                                                                | 82  | (es)   |
| 6 septembre   | Horacio Vázquez-Rial      | Écrivain, journaliste et historien hispano-argentin.                                               | 65  |        |
| 7 septembre   | Leszek Drogosz            | Boxeur polonais.                                                                                   | 79  | (pl)   |
| 7 septembre   | César Fernández Ardavín   | Réalisateur espagnol de cinéma.                                                                    | 89  | (es)   |
| 7 septembre   | Marcel Isy-Schwart        | Aventurier, conférencier et écrivain français                                                      | 95  |        |
| 7 septembre   | Aleksandr Maksimenkov     | Footballeur international soviétique, reconverti en entraîneur.                                    | 60  | (ru)   |
| 7 septembre   | Jean-Philippe Quignon     | Journaliste français.                                                                              | 50  |        |
| 8 septembre   | Xavier Baronnet           | Évêque français, évêque émérite de Port-Victoria (Seychelles)                                      | 85  |        |
| 8 septembre   | Adolf Bechtold            | Footballeur allemand.                                                                              | 86  | (de)   |
| 8 septembre   | André Kempinaire          | Homme politique belge.                                                                             | 83  |        |
| 8 septembre   | Mārtiņš Roze              | Homme politique letton.                                                                            | 47  | (lv)   |
| 8 septembre   | Allyre Sirois             | Juge canadien.                                                                                     | 89  | (en)   |
| 8 septembre   | Thomas Szasz              | Psychiatre et professeur émérite de psychiatrie hongrois.                                          | 92  |        |
| 9 septembre   | Verghese Kurien           | Ingénieur et homme d'affaires indien.                                                              | 90  | (en)   |
| 9 septembre   | Désiré Letort             | Cycliste français.                                                                                 | 69  |        |
| 9 septembre   | Ron Tindall               | Joueur puis entraîneur anglais de football.                                                        | 76  | (en)   |
| 10 septembre  | John Moffatt              | Acteur et dramaturge anglais.                                                                      | 89  | (en)   |
| 10 septembre  | Lucien Baumann            | Avocat, poète et homme de lettres français.                                                        | 102 |        |
| 10 septembre  | Lance LeGault             | Acteur américain.                                                                                  | 77  | (en)   |
| 10 septembre  | Tadahiro Matsushita       | Homme politique japonais.                                                                          | 73  |        |
| 10 septembre  | Ernesto de la Peña        | Écrivain mexicain.                                                                                 | 84  | (es)   |
| 11 septembre  | Tibor Csernai             | Footballeur hongrois.                                                                              | 73  | (hu)   |
| 11 septembre  | Sergio Livingstone        | Footballeur chilien.                                                                               | 92  | (es)   |
| 11 septembre  | Charles Pidjot            | Homme politique kanak.                                                                             | 50  |        |
| 11 septembre  | Irving S. Reed            | Mathématicien et ingénieur américain.                                                              | 88  | (en)   |
| 11 septembre  | J. Christopher Stevens    | Ambassadeur américain en Libye.                                                                    | 52  |        |
| 12 septembre  | Jimmy Andrews             | Joueur puis entraîneur écossais de football.                                                       | 85  | (en)   |
| 12 septembre  | René Thierry              | Journaliste belge.                                                                                 | 80  |        |
| 12 septembre  | Sid Watkins               | Neurochirurgien britannique. Délégué médical de la Formule 1 de 1978 à 2004.                       | 84  |        |
| 13 septembre  | William Duckworth         | Compositeur américain.                                                                             | 69  | (en)   |
| 13 septembre  | Peter Lougheed            | Homme politique canadien, Premier ministre de l'Alberta de 1971 à 1985.                            | 84  |        |
| 13 septembre  | Otto Stich                | Homme politique suisse, conseiller fédéral de 1984 à 1995.                                         | 85  |        |
| 14 septembre  | Jacques Antoine           | Producteur de télévision et de radio français.                                                     | 88  |        |
| 14 septembre  | Don Binney                | Peintre néo-zélandais.                                                                             | 72  | (nl)   |
| 14 septembre  | Pierre Courtin            | Graveur et peintre français.                                                                       | 91  |        |
| 14 septembre  | Frank Dudley              | Footballeur anglais.                                                                               | 87  | (en)   |
| 14 septembre  | Stephen Dunham            | Acteur américain.                                                                                  | 48  | (en)   |
| 14 septembre  | Jean Garretto             | Homme de radio français.                                                                           | 80  |        |
| 14 septembre  | Jean-Louis Heinrich       | Footballeur français.                                                                              | 69  |        |
| 14 septembre  | Ernest Kallet Bialy       | Footballeur international ivoirien.                                                                | 68  |        |
| 14 septembre  | Winston Rekert            | Acteur canadien.                                                                                   | 63  | (en)   |
| 15 septembre  | Predrag Brzaković         | Footballeur serbe.                                                                                 | 47  | (sr)   |
| 15 septembre  | Olga Ferri                | Danseuse et chorégraphe argentine.                                                                 | 85  | (en)   |
| 15 septembre  | George Hurst              | Chef d'orchestre britannique.                                                                      | 86  | (en)   |
| 15 septembre  | Pierre Mondy              | Comédien et metteur en scène français.                                                             | 87  |        |
| 15 septembre  | Nevin Spence              | Joueur irlandais de rugby à XV.                                                                    | 22  |        |
| 16 septembre  | François Dilasser         | Peintre français.                                                                                  | 86  |        |
| 16 septembre  | John Ingle                | Acteur américain.                                                                                  | 84  | (en)   |
| 16 septembre  | Roman Kroitor             | Cinéaste canadien, co-inventeur du système IMAX.                                                   | 85  | (en)   |
| 16 septembre  | Ragnhild de Norvège       | Princesse de Norvège.                                                                              | 82  | (no)   |
| 16 septembre  | Friedrich Zimmermann      | Homme politique allemand.                                                                          | 87  | (de)   |
| 17 septembre  | Bafo Biyela               | Footballeur international sud-africain.                                                            | 31  | (en)   |
| 17 septembre  | Melvin Charney            | Artiste, théoricien et architecte canadien.                                                        | 77  |        |
| 17 septembre  | Édouard Leclerc           | Entrepreneur français, fondateur de l'enseigne de grande distribution E.Leclerc.                   | 85  |        |
| 17 septembre  | Victor Sinet              | Journaliste sportif français.                                                                      | 83  |        |
| 18 septembre  | Santiago Carrillo         | Homme politique et écrivain espagnol.                                                              | 97  |        |
| 18 septembre  | Michel Kuehn              | Évêque français, évêque de Chartres de 1978 à 1991.                                                | 88  |        |
| 18 septembre  | Jorge Manicera            | Footballeur international uruguayen.                                                               | 73  | (es)   |
| 19 septembre  | Zofia Banet-Fornalowa     | Espérantiste polonaise                                                                             | 83  | (pl)   |
| 19 septembre  | Víctor Cabedo             | Cycliste espagnol.                                                                                 | 23  |        |
| 20 septembre  | Fortunato Baldelli        | Cardinal italien.                                                                                  | 77  | (it)   |
| 20 septembre  | Gianfranco Dell'Innocenti | Footballeur italien.                                                                               | 86  | (it)   |
| 20 septembre  | Sylvie Genevoix           | Journaliste et écrivaine française.                                                                | 68  |        |
| 20 septembre  | Michel Pech               | Footballeur français.                                                                              | 66  |        |
| 20 septembre  | Tereska Torrès            | Résistante et femme de lettres franco-américaine.                                                  | 92  |        |
| 20 septembre  | Jimmy Walter              | Pianiste, arrangeur et compositeur français.                                                       | 82  |        |
| 21 septembre  | Henry Bauchau             | Écrivain belge.                                                                                    | 99  |        |
| 21 septembre  | Patrick Saussois          | Guitariste français de jazz.                                                                       | 58  |        |
| 21 septembre  | Mike Sparken              | Pilote automobile français.                                                                        | 82  |        |
| 22 septembre  | Michel Caldaguès          | Homme politique, député et sénateur français.                                                      | 85  |        |
| 22 septembre  | Marcel Hanoun             | Cinéaste, photographe et écrivain français.                                                        | 82  |        |
| 23 septembre  | Pavel Gratchiov           | Général et ministre de la Défense russe.                                                           | 64  |        |
| 23 septembre  | Corrie Sanders            | Boxeur sud-africain.                                                                               | 46  | (en)   |
| 23 septembre  | Sam Sniderman             | Entrepreneur canadien et fondateur de Sam the Record Man.                                          | 92  |        |
| 23 septembre  | Jean Taittinger           | Homme politique français, député et garde des sceaux de 1973 à 1974.                               | 89  |        |
| 24 septembre  | Pierre Adam               | Coureur cycliste français, champion olympique en poursuite par équipe aux Jeux olympiques de 1948. | 88  |        |
| 25 septembre  | André Giamarchi           | Footballeur français.                                                                              | 81  |        |
| 25 septembre  | Andy Williams             | Chanteur américain.                                                                                | 84  |        |
| 26 septembre  | John Bond                 | Footballeur anglais.                                                                               | 79  |        |
| 26 septembre  | Johnny Lewis              | Acteur américain.                                                                                  | 28  |        |
| 27 septembre  | Herbert Lom               | Acteur britannico-tchèque.                                                                         | 95  |        |
| 29 septembre  | Arthur Ochs Sulzberger    | Journaliste et patron de presse américain.                                                         | 86  |        |
| 30 septembre  | Turhan Bey                | Acteur et producteur américain d'origine turque.                                                   | 90  |        |
| 30 septembre  | Claude Brulé              | Acteur, réalisateur et scénariste français.                                                        | 86  |        |
| 30 septembre  | Barbara Ann Scott         | Patineuse artistique canadienne.                                                                   | 84  |        |
| 30 septembre  | Schlomo Venezia           | Écrivain juif italien.                                                                             | 89  |        |